# Prêt-à-porter

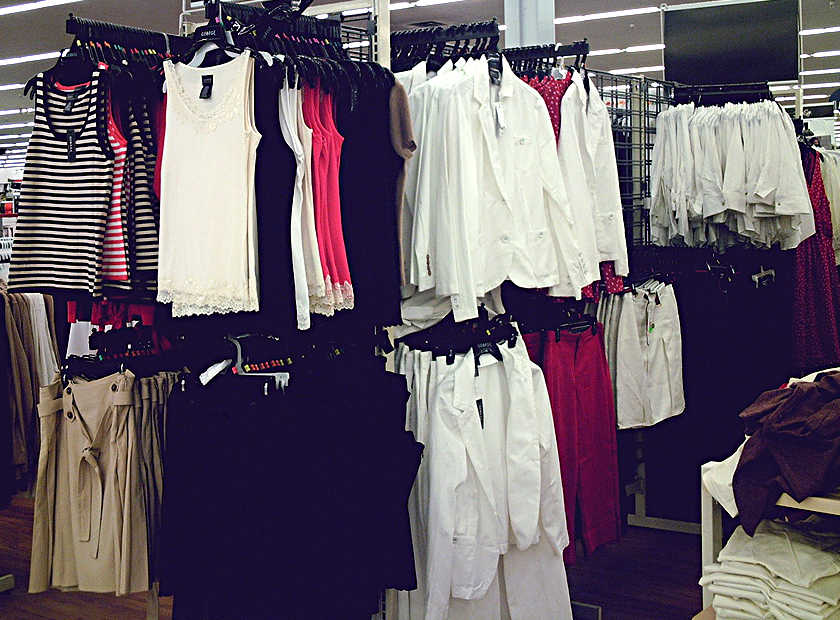
Oblečení připravené prêt-à-porter

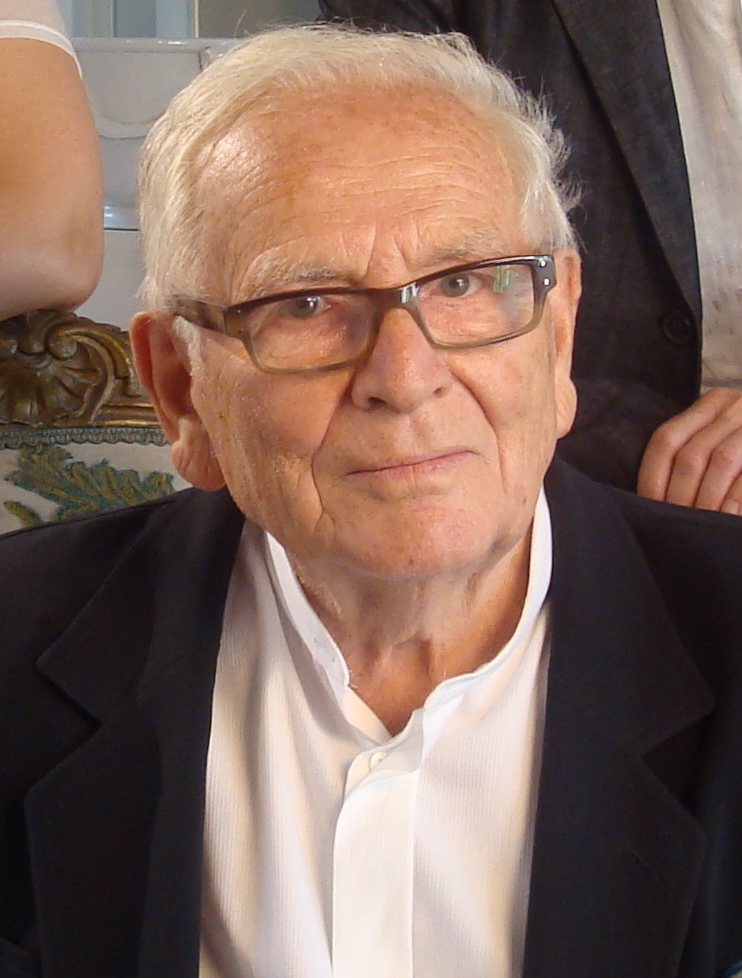
Pierre Cardin (v roce 2010)

Prêt-à-porter [pretaporté] (český překlad: připraveno na nošení) je francouzský, mezinárodně používaný, termín z oblasti módy označující oblečení, které se prodává jako konečný produkt ve standardních konfekčních velikostech.

## Historie
Za průkopníka prêt-à-porter je považován Pierre Cardin. V roce 1959 jako první couturier v historii sdružení vytvořil kolekci přímo vyrobenou pro prodej a nošení. Později takové kolekce dostaly název prêt-à-porter (vezmi a nos). V roce 1959 byl ovšem svět haute couture Cardinovým počinem šokován a návrháře ze syndikátu Chambre Syndicale de la Haute Couture na čas vyloučili. Později se už žádný z vrcholných salonů bez kolekce prêt-à-porter neobešel.

## Charakteristika
Část módních značek a známých návrhářů vytváří celé kolekce prêt-à-porter, které se vyrábějí v obrovských sériích a prodávají se v mnoha zemích. Další část nabízí módní kolekce v limitovaných sériích, které jsou k dispozici jen v omezeném čase i množství (často jedno roční období). Na rozdíl od exkluzivních výrobků haute couture nikdo nikdy nevlastní jedinečný kus oblečení a každý se musí smířit s horší kvalitou – nicméně ceny konfekčního oblečení podléhají globálním konkurenčním tlakům, takže jsou dostupné prakticky všem. Jeden kus běžného oblečení stojí obvykle od 300 do 30 000 českých korun v přímé závislosti na jeho typu, kvalitě použitých materiálů a módní značce.